# Sommardåd
Sommardåd (engelska: Apt Pupil) är en amerikansk film från 1998 i regi av Bryan Singer och med Ian McKellen och Brad Renfro i huvudrollerna. Pojken Todd är nästan besatt av nazisterna och av en slump visar sig hans granne vara en. Filmen är baserad på en novell i novellsamlingen Sommardåd/Vinterverk av författaren Stephen King.

## Rollista
| Ian McKellen    | – Kurt Dussander / Arthur Denker |
| Brad Renfro     | – Todd Bowden                    |
| David Schwimmer | – Edward French                  |
| Bruce Davison   | – Richard Bowden                 |
| Ann Dowd        | – Monica Bowden                  |
| Elias Koteas    | – Archie                         |
| Joe Morton      | – Dan Richler                    |
| Jan Tříska      | – Isaac Weiskopf                 |
| Michael Byrne   | – Ben Kramer                     |
| Heather McComb  | – Becky Trask                    |
| Joshua Jackson  | – Joey                           |